# 鼩猬属
鼩蝟屬（刺氏鼩蝟），哺乳綱、食蟲目的一屬，而與鼩蝟屬（刺氏鼩蝟）同科的動物尚有毛蝟屬（小毛蝟）、裸足蝟屬（裸足蝟）、林蝟屬（林蝟）等之數種哺乳動物。